# Corcondray
Corcondray település Franciaországban, Doubs megyében. Lakosainak száma 146 fő (2022. január 1.). Corcondray Lavernay, Pouilley-Français, Saint-Vit és Villers-Buzon községekkel határos.

## Népesség
A település népességének változása:
| Lakosok száma | 102  | 118  | 127  | 120  | 144  | 144  | 144  | 144  | 145  | 146  |
|               | 1968 | 1982 | 1990 | 2006 | 2013 | 2015 | 2017 | 2019 | 2020 | 2022 |